# Kerem Demirbay
Kerem Demirbay, né le 3 juillet 1993 à Herten (Allemagne), est un footballeur international allemand évoluant au poste de milieu de terrain au sein du club stambouliote d'Eyüpspor.

## Biographie

### Carrière en clubs
Avec le club du Fortuna Düsseldorf, il inscrit 10 buts en deuxième division allemande lors de la saison 2015-2016. Cette année-là, il a été suspendu pour cinq matches, dont deux avec sursis, pour des propos sexistes tenus à Bibiana Steinhaus, l'arbitre qui l'avait expulsé lors de la rencontre contre le FSV Francfort. Dans l'attente de la décision de la fédération, il avait arbitré un match de football féminin et avait fait de nombreuses déclarations d'excuses à la suite de son comportement.
Le 9 mai 2019, Kerem Demirbay s'engage avec le Bayer Leverkusen pour un contrat de cinq ans à partir de la saison 2019-2020 de Bundesliga.

### Carrière en équipe nationale
Kerem Demirbay est sélectionné dans les équipes de jeunes turques puis allemandes. Avec les espoirs allemands, il participe au championnat d'Europe espoirs 2015, en restant sur le banc des remplaçants. L'Allemagne est éliminé en demi-finale par le Portugal.
Il reçoit sa première sélection en équipe d'Allemagne le 6 juin 2017, en amical contre le Danemark (match nul 1-1 à Brøndby).
Il est sélectionné par Joachim Löw afin de disputer la Coupe des confédérations 2017 qui se déroule en Russie.
Il remporte la Coupe des confédérations 2017.

## Statistiques
| Saison                | Club                      | Championnat           | Championnat | Championnat | Championnat | Coupe(s) nationale(s) | Coupe(s) nationale(s) | Coupe(s) nationale(s) | Supercoupe | Supercoupe | Supercoupe | Compétition(s) continentale(s) | Compétition(s) continentale(s) | Compétition(s) continentale(s) | Compétition(s) continentale(s) | Total | Total | Total |
| Saison                | Club                      | Division              | M.          | B.          | P.d.        | M.                    | B.                    | P.d.                  | M.         | B.         | P.d.       | Comp.                          | M.                             | B.                             | P.d.                           | M.    | B.    | P.d.  |
| 2013-2014             | Hambourg SV               | Bundesliga            | 3           | 0           | 1           | -                     | -                     | -                     | -          | -          | -          | -                              | -                              | -                              | -                              | 3     | 0     | 1     |
| 2014-2015             | FC Kaiserslautern (prêt)  | 2. Bundesliga         | 22          | 1           | 3           | 1                     | 0                     | 0                     | -          | -          | -          | -                              | -                              | -                              | -                              | 23    | 1     | 3     |
| 2015-2016             | Fortuna Düsseldorf (prêt) | 2. Bundesliga         | 25          | 10          | 4           | 1                     | 1                     | 0                     | -          | -          | -          | -                              | -                              | -                              | -                              | 26    | 11    | 4     |
| 2016-2017             | TSG 1899 Hoffenheim       | Bundesliga            | 28          | 6           | 10          | 1                     | 0                     | 0                     | -          | -          | -          | -                              | -                              | -                              | -                              | 29    | 6     | 10    |
| 2017-2018             | TSG 1899 Hoffenheim       | Bundesliga            | 19          | 2           | 2           | 2                     | 0                     | 1                     | -          | -          | -          | C1+C3                          | 2+4                            | 0+0                            | 0+3                            | 27    | 2     | 6     |
| 2018-2019             | TSG 1899 Hoffenheim       | Bundesliga            | 26          | 4           | 9           | 1                     | 0                     | 0                     | -          | -          | -          | C1                             | 5                              | 0                              | 2                              | 32    | 4     | 11    |
| Sous-total            | Sous-total                | Sous-total            | 73          | 12          | 21          | 4                     | 0                     | 1                     | -          | -          | -          | -                              | 11                             | 0                              | 5                              | 88    | 12    | 27    |
| 2019-2020             | Bayer Leverkusen          | Bundesliga            | 25          | 1           | 5           | 6                     | 0                     | 5                     | -          | -          | -          | C1+C3                          | 5+4                            | 0+1                            | 0+1                            | 40    | 2     | 11    |
| 2020-2021             | Bayer Leverkusen          | Bundesliga            | 29          | 4           | 3           | 3                     | 0                     | 4                     | -          | -          | -          | C3                             | 5                              | 1                              | 2                              | 37    | 5     | 9     |
| 2021-2022             | Bayer Leverkusen          | Bundesliga            | 29          | 1           | 4           | 2                     | 2                     | 0                     | -          | -          | -          | C3                             | 5                              | 0                              | 0                              | 36    | 3     | 4     |
| 2022-2023             | Bayer Leverkusen          | Bundesliga            | 25          | 4           | 2           | 1                     | 0                     | 0                     | -          | -          | -          | C1+C3                          | 5+5                            | 0+1                            | 0+0                            | 36    | 5     | 2     |
| Sous-total            | Sous-total                | Sous-total            | 118         | 10          | 13          | 12                    | 2                     | 10                    | -          | -          | -          | -                              | 29                             | 3                              | 3                              | 159   | 15    | 26    |
| 2023-2024             | Galatasaray SK            | Süper Lig             | 34          | 6           | 3           | 2                     | 0                     | 3                     | -          | -          | -          | C1+C3                          | 4+2                            | 0+1                            | 0+0                            | 42    | 7     | 6     |
| 2024-2025             | Galatasaray SK            | Süper Lig             | 20          | 0           | 1           | 3                     | 0                     | 0                     | 1          | 0          | 0          | C1+C3                          | 1+9                            | 0+0                            | 0+2                            | 34    | 0     | 3     |
| Sous-total            | Sous-total                | Sous-total            | 54          | 6           | 4           | 5                     | 0                     | 3                     | 1          | 0          | 0          | -                              | 16                             | 1                              | 2                              | 76    | 7     | 9     |
| Total sur la carrière | Total sur la carrière     | Total sur la carrière | 285         | 39          | 46          | 23                    | 3                     | 14                    | 1          | 0          | 0          | -                              | 56                             | 4                              | 9                              | 365   | 46    | 69    |